# 1647 w literaturze
Wydarzenia literackie w 1647 roku.

## Nowe książki
- polskie
  - Jan Dymitr Solikowski – Commentarius brevis rerum polonicarum a morte Sigismundi Augusti (Krótki pamiętnik rzeczy polskich od zgonu Zygmunta Augusta)